# مانگا

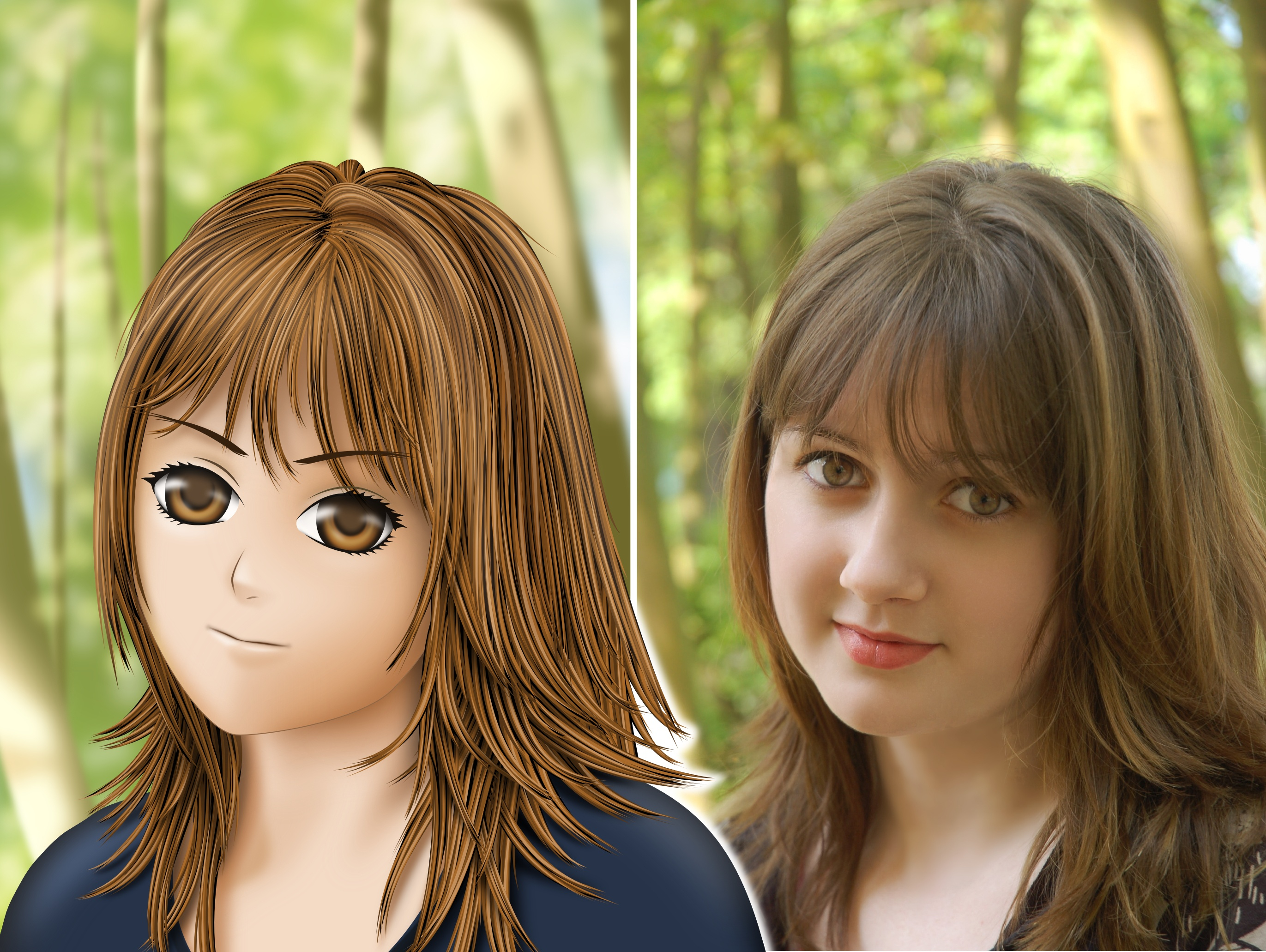
مقایسه سبک مانگا با نگاره واقعی

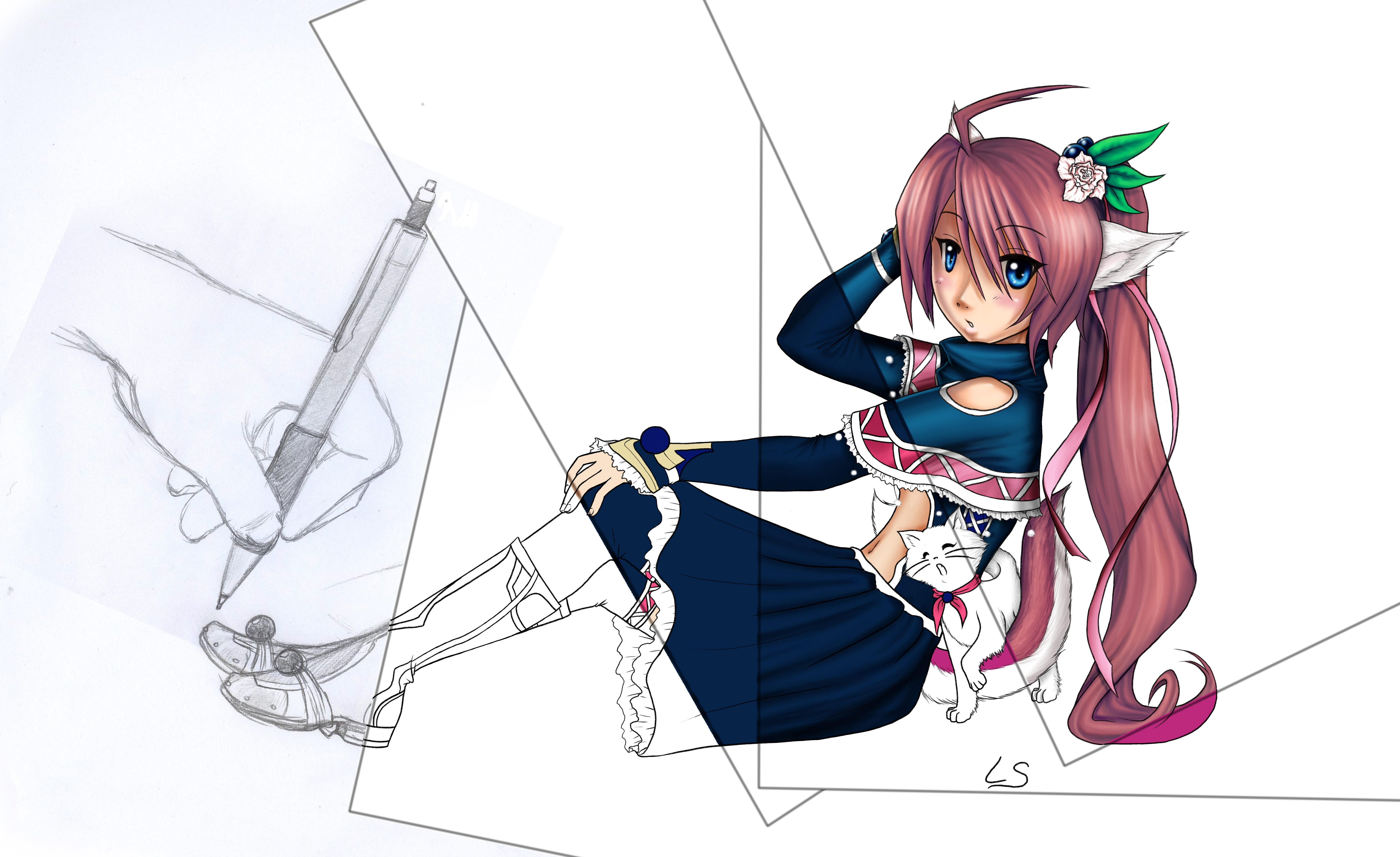
مراحل طراحی و کشیدن مانگا:
۱. طرح: که در این طراحی از مداد استفاده می‌شود. ۲. قاب: قاب با قلم روغنی طراحی می‌شود؛ و قسمت‌های نقاشی شده با مداد پاک‌کن پاک می‌شود. ۳. رنگ‌آمیزی: ابتدا با رنگ‌های روشن سپس با رنگ‌های تیره رنگ‌آمیزی می‌شود. ۴. سپس سایه‌ها با رنگ‌های روشن رنگ آمیزی می‌شوند؛ و طراحی به پایان می‌رسد.

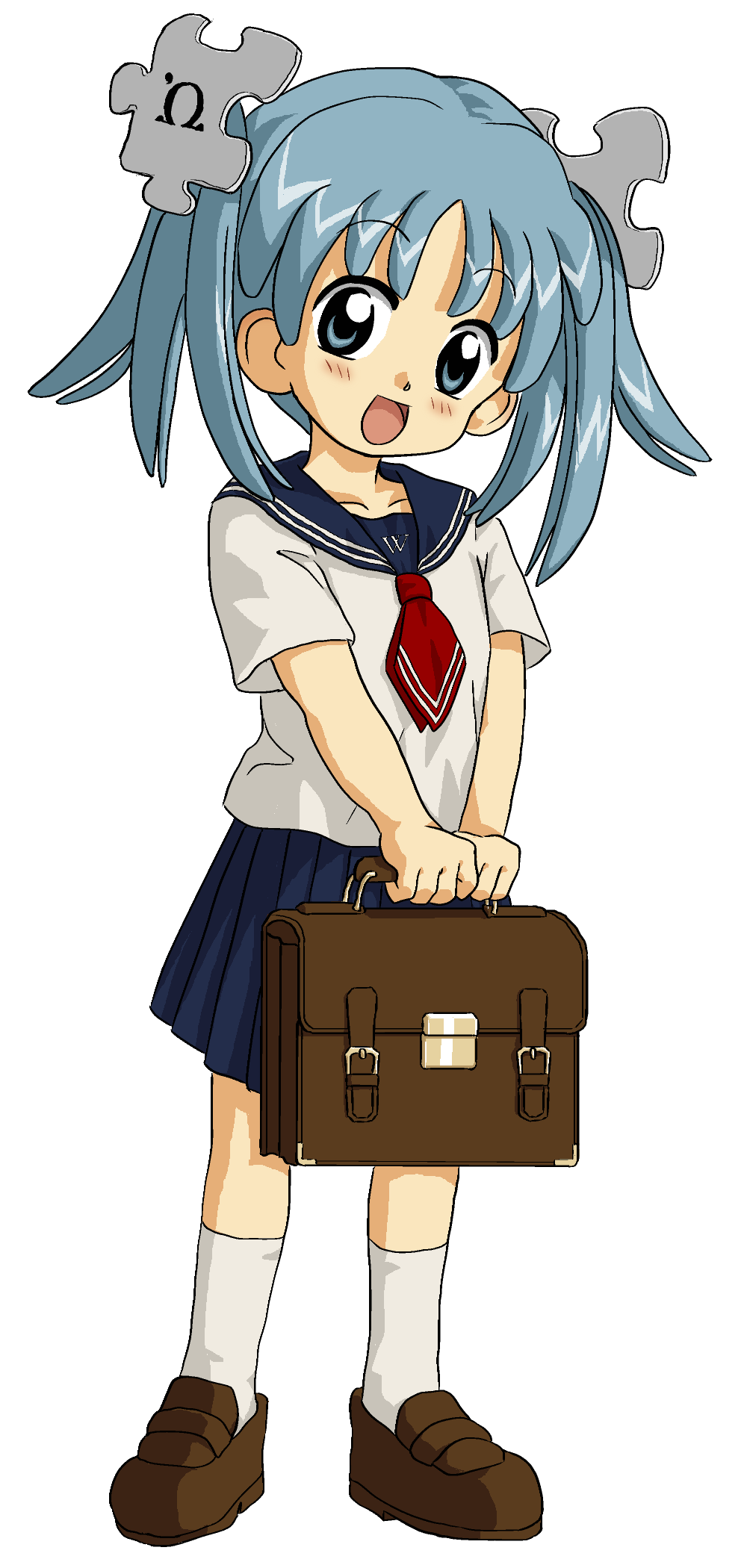
نمونه‌ای از یک شخصیت انیمه ای مانگا

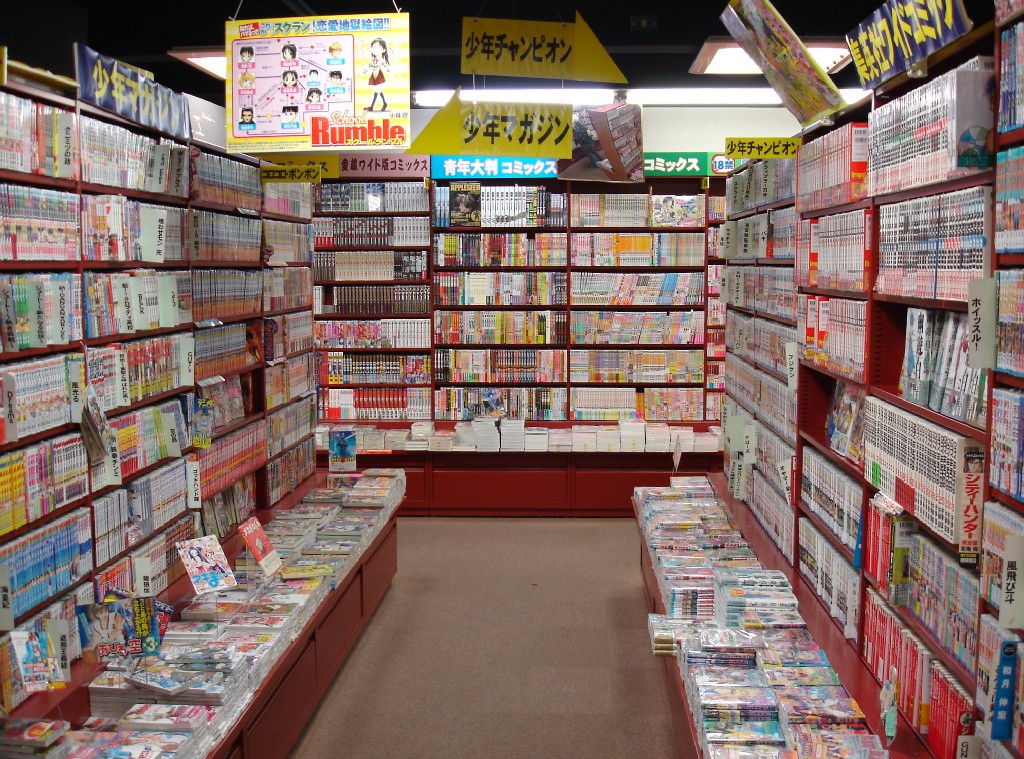
یک فروشگاه مانگا در ژاپن

مانگا (به ژاپنی: 漫画 Manga) کمیک یا رمان گرافیکی است که از ژاپن نشات گرفته. بیشتر مانگاها مطابق با سبک توسعه یافته در ژاپن در اواخر قرن نوزدهم هستند، و در هنر ژاپنی فرم روایت داستان در مانگا دارای پیشینه تاریخی طولانی است. اصطلاح مانگا در ژاپن برای اشاره به کمیک و کارتونیست استفاده می‌شود. در خارج از ژاپن، به‌طور معمول، این کلمه برای اشاره به کمیک‌هایی که نخستین بار در ژاپن منتشر می‌شود، استفاده می‌شود.
در ژاپن مردم در هر سنی مانگا می‌خوانند که شامل آثاری در طیفی گسترده از ژانرها است: اکشن، ماجراجویی، کسب و کار و تجارت، کمدی، کارآگاهی، درام، تاریخی، ترسناک، معمایی، عاشقانه، علمی–تخیلی و فانتزی، ادبیات اروتیک (هنتای), ورزشی و بازی‌ها و غیره. بسیاری از مانگاها به زبان‌های دیگر ترجمه می‌شوند. از دهه ۱۹۵۰، مانگا به بخش فزاینده ای از صنعت نشر ژاپن تبدیل شده است. تا سال ۱۹۹۵، بازار مانگا در ژاپن ۵۸۶٫۴ میلیارد ین ارزیابی شده بود (۶–۷ billion دلار آمریکا), با فروش سالانه ۱٫۹ میلیارد کتاب مانگا و مجله مانگا در ژاپن (معادل ۱۵ شماره برای هر نفر). همچنین مانگا مخاطبان قابل توجهی در سراسر جهان دارد. در سال ۲۰۰۸، در ایالات متحده و کانادا، ارزش بازار مانگا ۱۷۵ میلیون دلار ارزیابی شد. مانگا در سال ۲۰۰۵ نمایندگی ۳۸٪ از بازار کمیک فرانسه را بر عهده داشت. در اروپا و خاورمیانه ارزش این بازار در سال ۲۰۱۲، ۲۵۰ میلیون دلار بود.
به علت محدودیت زمانی، کاهش هزینه چاپ یا دلایل هنری (چون از نظر برخی، رنگ آمیزی می‌تواند تأثیر آثار هنری را کاهش دهد)، اغلب مانگاها به صورت سیاه و سفید چاپ می‌شوند. ولی مانگاهای تمام رنگی نیز وجود دارد. در ژاپن، معمولاً مانگاها در مجلات بزرگ به صورت سریالی منتشر می‌شود مثلاً به ازای هر شماره مجله، یک قسمت از مانگا ارائه می‌شود. شماره‌های جمع‌آوری شده مانگا معمولاً به صورت کتاب تانکوبون چاپ می‌رسد. یک هنرمند مانگا (به ژاپنی مانگاکا) معمولاً با چند دستیار در یک استودیوی کوچک کار می‌کند و با یک ویرایشگر خلاق از طرف یک شرکت انتشارات تجاری در ارتباط است. اگر یک مجموعه مانگا به محبوبیت کافی برسد، می‌تواند به انیمه تبدیل شود. ولی برعکس آن هم وجود دارد مثلا مانگا از روی سینمایی یا فیلم لایو اکشن تهیه شود.
کمیک‌های تحت تأثیر مانگا در سایر نقاط جهان، به ویژه در الجزایر با نام (DZ-manga)، چین با نام (manhua) و کره جنوبی با نام (مانهوا) وجود دارد.
کلمه مانگا را می‌توان به معنی «تصاویر طنزآمیز» ترجمه کرد، و مشخصهٔ بارز آن شخصیت‌های کارتونی هستند که اغلب دارای ویژگی‌های خاصی هستند که از دیگر کاراکترها متمایز می‌شوند، همانند اغراق بیش از حد که در اکثریت آن‌ها چشم‌های بزرگ به‌همراه دهان و بینی کوچک مشاهده می‌شود و همچنین معمولاً دارای موهایی با رنگ‌های غیرطبیعی هستند. جالب، محبوبیتی است که این شخصیت‌ها بین مردم پیدا کرده‌اند به‌طوری که بیشتر انتشارات ژاپن اختصاص به مجلات کمیک استریپ پیدا کرده‌اند و مانگا توسط بسیاری از مردم کشور ژاپن خوانده می‌شود و محدود به طیف خاصی از اجتماع ژاپن نمی‌شود. شخصیت‌های مانگا معمولاً بیش از اندازه از خود احساسات اغراق‌آمیز نشان می‌دهند، هنگامی که شخصیتی گریه می‌کند، اشک‌هایش می‌توانند سطلی را پر از آب کند، زمانی که می‌خندد، دهان آن‌ها به اندازه چهره‌شان بزرگ شده و چشمانشان به صورت خطی صاف درمی‌آید، در هنگام عصبانیت صورت آن‌ها سرخ شده و بخار از سراسر بدن به ویژه سر آن‌ها بیرون می‌زند و در هنگام خجالت‌زدگی گونه‌هایشان به رنگ سرخ در می‌آید. به اختصار می‌توان گفت که اکثر مانگاکاها از کلیشه‌های تقریباً مشابهی برای به تصویر کشیدن احساسات در کاراکترها استفاده می‌کنند.

## تاریخچه

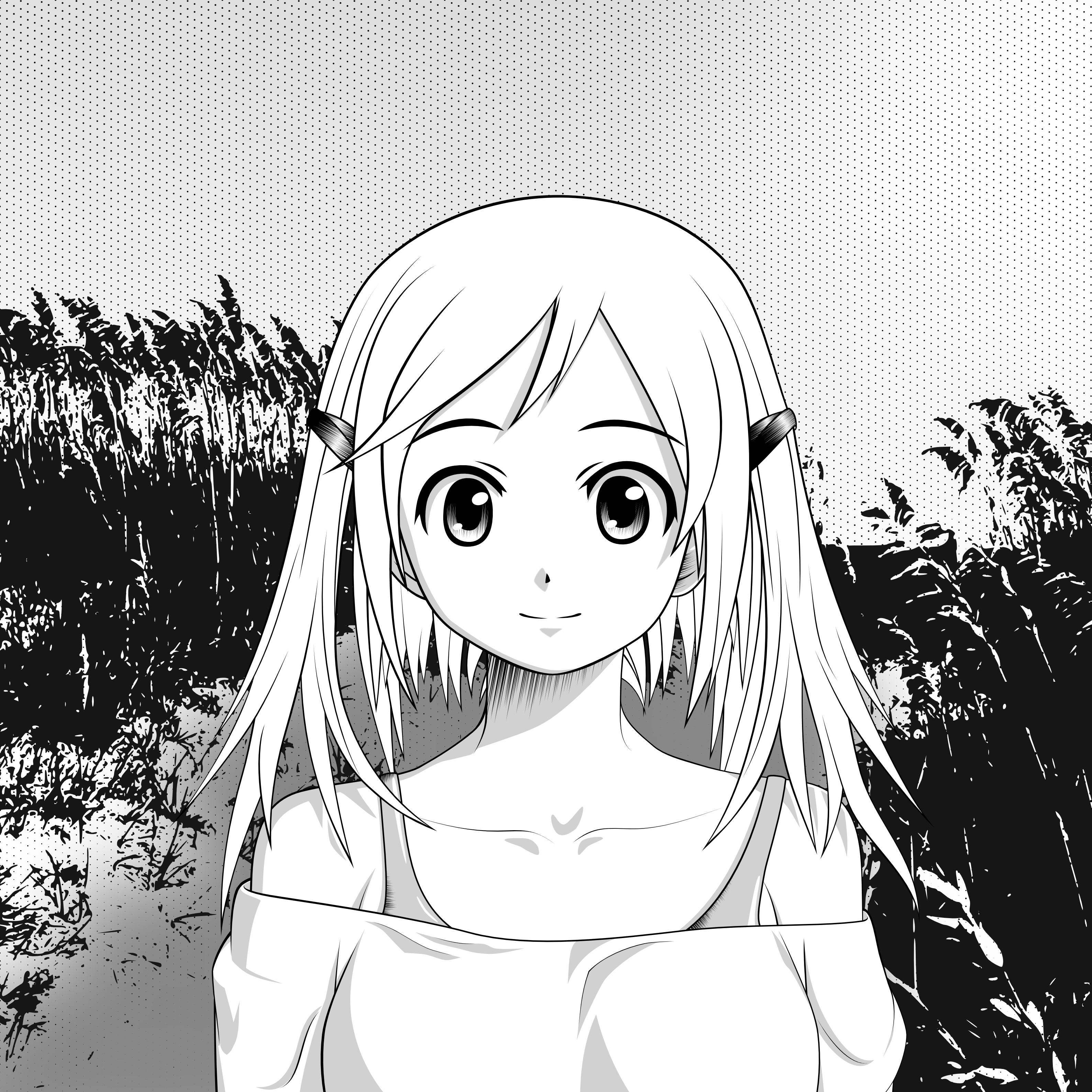
تصویر کشیده شده به سبک مانگا که به‌طور معمول از الگوهای سیاه و سفید و مختلف برای جبران عدم استفاده از رنگ استفاده شده است.

کانجی کلمه مانگا

کمیک استریپ در اصل متعلق به کشور آمریکا بوده که در جنگ جهانی وارد ژاپن شده و ژاپنی‌ها گوی سبقت را از آمریکایی‌ها ربوده‌اند و مانگا را تبدیل به نماد فرهنگی و هنری کشور خود کرده‌اند. شخصیت‌های آمریکایی معمولاً خشن و دارای صحنه‌های اکشن بوده ولی برعکس کاراکترهای ژاپنی دارای لطافت و نرمی می‌باشند. مانگا ژاپنی برخلاف کتاب‌های آمریکایی از سمت راست به چپ خوانده می‌شود
مانگاها ابتدا در مجله چاپ می‌شدند، ولی بعدها به خاطر محبوبیت قابل توجهی که پیدا کردند به صورت کتاب (Tankōbon) درآمدند. به مؤلفین یا طراحان مانگا، مانگاکا گفته می‌شود. مؤثرترین فرد در رشد مانگا اوسامو تزوکا است که می‌توان گفت مانگای مدرن، شبیه به چیزی که امروز به مانگا استایل (manga style) معروف است را به‌وجود آورد.
در ابتدا مانگاها برای کودکان نوشته می‌شدند و در مجله‌های مختص کودکان چاپ می‌شدند، که با کارهای متفاوت تزوکا در سبک‌های مختلف باعث شد که ردهٔ سنی مخاطبان گسترش پیدا کنند. مانگاهای اولیه ارزش هنری زیادی نداشتند ولی با پیدایش سبک‌های جدید و با ارزش‌های هنری بیشتر (مثل Gekiga و غیره) ارزش هنری بیشتری پیدا کرد، به‌طوری که حتی سبک مانگا اشخاصی چون ادوارد مک‌گینس و فرانک میلر را هم تحت تأثیر قرار داد.
به تدریج مفاهیم تابو (نظیر خشونت زیاد و پورنوگرافی) نیز به ژانرهای مانگا افزوده شد، به طوری که امروزه کتاب فروشی‌ها، مانگاهای خاصی را تنها به گروه سنی خاصی می‌فروشند.

## تقسیم‌بندی مانگاها
مانگاها بر اساس سن و سبک تقسیم‌بندی می‌شوند. مهم‌ترین دسته‌بندی مانگا عبارتند از:
- شونن Shônen، مربوط به پسرها
- شوجو Shôjo، مربوط به دخترها
- سینن Seinen، مربوط به مردها و افراد بالغ
- جوسِی Josei، مربوط به خانم‌ها
- کودومو Kodomo، مربوط به کودکان

## انواع مانگا
- شونن (SHONEN)

به نوعی از مانگا گفته می‌شود که مخصوص پسرها هست. معمولاً از نوع اکشن-ماجراجویی است که به گروه سنی ۸ الی ۱۸ ساله پسرها تعلق می‌گیرد. تا امروز این بخش محبوب‌ترین بخش در مانگا محسوب می‌شود و معمولاً به خاطر صحنه‌های بزرگ جنگی شناخته می‌شود. مانگاهایی مانند دراگون بال، ناروتو، یو-گی-او، بلیچ، وان پیس و همچنین یو یو هاکوشو از این بخش هستند.
- شوجو (SHOJO)

این به بخشی از مانگا گفته می‌شود که مخصوص دخترها است. معمولاً از نوع رمانتیک است و کمتر حادثه درون آن به چشم می‌خورد که به گروه سنی ۱۰ الی ۱۸ ساله دخترها تعلق می‌گیرد. تا امروز این بخش دومین بخش محبوب در مانگا محسوب می‌شود و به سرعت در کشورهایی مانند آمریکا جای خود را تثبیت کرده است. مانگاهایی مانند سیلر مون، کابوی بیباپ و چوبیتس از برترین عناوین این بخش هستند.
- سِینِن (SEINEN)

سینن به سبکی از مانگا گفته می‌شود که مخصوص آقایان ۱۸ تا ۴۰ سال است. گاهی خشونت در این نوع از مانگا وجود دارد ولی صحنه‌های رومانتیک بیشتر در آن‌ها مشاهده می‌شود. از نمونه‌های این سبک مانگا، می‌توان ۵ سانتیمتر در ثانیه ،خاطرات پلاستیک ،آکیرا و برزرک اشاره کرد.
- جوسِی (JOSEI)

این بخش مخصوص خانم‌های ۱۸ تا ۳۰ سال هست که بیشتر دارای خصوصیات بزرگسالانه و صحنه‌های پراحساس در آن‌ها وجود دارد و روی آن‌ها سرمایه‌گذاری چندانی صورت نگرفته است، همانند آماتسوکی و اوساگی دراپ.
- جیدایگکی (JIDAIGEKI)

این بخش مربوط به مانگاهای تاریخی است، که بیشتر صحنه‌های جنگ و جدال دربردارد. از بهترین نمونه‌های این بخش می‌توان به رورونی کنشین و لون ولف اند کاب اشاره کرد.
- مکا (MECHA)

مکا همان‌طور که در انیمه‌ها هم دیده می‌شود، مربوط به روبات‌های بزرگ می‌شود. معمولاً صحنه‌های آن همراه با مبارزه‌های بزرگ و انفجارهای بسیار زیاد هست و معمولاً کاراکترهایش حالت فرشته‌ای را دارند که دنیا را نجات می‌دهد. از این بخش می‌توان به گاندم، اورکا سون و بیگ او اشاره کرد.
- بیشوجو (BISHOUJO)

این نوع از مانگا دربردارنده دخترها و حیوانات بانمک هستند. از این نوع می‌توان به هامتارو و هلو کیتی اشاره کرد.
- بیشونن (BISHONEN)

این نوع معمولاً از کاراکترهای پسر بسیار خوش‌تیپ استفاده می‌کند و مخاطب‌های آن معمولاً دخترهای جوان هستند. قهرمان‌های این بخش از مانگا معمولاً خیلی زن‌نما هستند. از انواع این بخش می‌توان به پیچ گیرل و اکس/۱۹۹۹ که ساخت کمپانی CLAMP هست اشاره کرد.
- کودومو (KODOMO)

این بخش مربوط به کودکان می‌شود؛ معمولاً گروه سنی بین ۶ الی ۱۰ سال. از این بخش می‌توان به دیجی‌مون و پوکمون اشاره کرد.
- شوجو-آی (SHOUJO-AI)

زیربخشی از مانگاهای شوجو مربوط به روابط بین دخترها است که در ژاپن با واژه یوری شناخته می‌شوند.
- شونن-آی (SHOUNEN-AI)

زیربخشی از مانگاهای شونن مربوط به روابط بین پسرها است که در ژاپن با واژه یائویی شناخته می‌شوند.
- اینسست [HNCENEST]

این نوع با سبک‌های یوری و یائویی مرتبط است و بسیار کمیاب است. این سیک به روابط بین خواهر و برادران اشاره دارد.

## اشتغال و درآمد در صنعت
- درآمد کلی صنعت مانگا (۲۰۲۳): حدود ۶۰۰ میلیارد ین (۴ میلیارد دلار آمریکا) شامل فروش مجلات، جلدهای تانکوبون، پلتفرم‌های دیجیتال و کالاهای جانبی.
- بزرگ‌ترین بازار مانگا دنیا: ژاپن حدود ۴۰–۵۰٪ کل بازار جهانی مانگا را در اختیار دارد.

| نقش               | توضیح                           |
| ----------------- | ------------------------------- |
| مانگاکا (Mangaka) | نویسنده و طراح مانگا            |
| دستیار مانگاکا    | طراحی پس‌زمینه، جوهرزنی، ریزکاری |
| ادیتور (ویرایشگر) | رابط میان مانگاکا و ناشر        |
| **                |                                 |